# Alepocephalus umbriceps
Alepocephalus umbriceps är en fiskart som beskrevs av Jordan och Thompson, 1914. Alepocephalus umbriceps ingår i släktet Alepocephalus och familjen Alepocephalidae. Inga underarter finns listade i Catalogue of Life.